# Marian Gawłowski
Marian Zygmunt Gawłowski (ur. 2 marca 1923 we Włocławku, zm. 27 czerwca 2011) – polski papiernik i działacz komunistyczny, poseł na Sejm PRL VI kadencji.

## Życiorys
Syn Józefa i Marianny. Uzyskał wykształcenie podstawowe. Podczas okupacji wywieziono go na roboty przymusowe do Niemiec. W 1945 podjął pracę w Zakładach Celulozowo-Papierniczych. W 1946 wstąpił do Związku Walki Młodych i do Polskiej Partii Robotniczej, wraz z którą w 1948 przystąpił do Polskiej Zjednoczonej Partii Robotniczej. W latach 1956–1972 zasiadał w Komitecie Zakładowym PZPR w Zakładach Celulozy i Papieru we Włocławku, w 1970 został członkiem jego egzekutywy. Pełnił funkcje przewodniczącego Oddziałowej Rady Zakładowej, członka Zarządu Okręgowego, członka Zarządu Głównego Związku Zawodowego Chemików, a także członka prezydium Miejskiej Rady Narodowej we Włocławku. W 1972 uzyskał mandat posła na Sejm PRL w okręgu Włocławek. Zasiadał w Komisji Leśnictwa i Przemysłu Drzewnego.
Pochowany na Cmentarzu Komunalnym we Włocławku.

## Odznaczenia
- Złoty Krzyż Zasługi
- Brązowy Krzyż Zasługi